# Earth A.D./Wolfs Blood
Earth A.D./Wolfs Blood (с англ. — «Земля нашей эры/Волчья кровь») — второй студийный альбом американской хоррор-панк группы The Misfits, выпущенный в 1983 году. Последний альбом с Гленном Данцигом, вокалистом и одним из основателей группы.

## Об альбоме

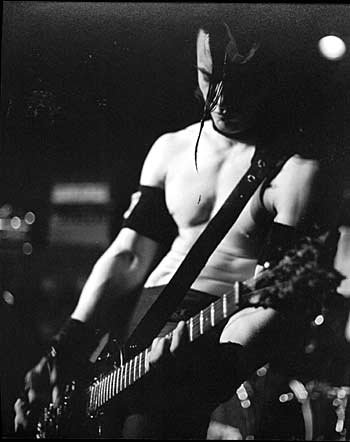
Концерт в Вашингтоне, 1983 год

Этот альбом заметно быстрее и тяжелее, чем предыдущие. По свидетельству Джерри Онли, альбом (без отправившегося отдыхать Данцига) был записан за 6 часов, с полуночи до утра, после совместного концерта с Black Flag.
По словам Гленна Данцига, треки «Bloodfeast» и «Death Comes Ripping» изначально предназначались для первого альбома его новой группы Samhain, но были добавлены к материалу альбома Earth A.D./Wolfs Blood, в последней отчаянной попытке спасти группу. Онли так описывает звучание альбома: «Если бы Motorhead встретили The Misfits», — проводя параллель между «Death Comes Ripping» и «Ace of Spades».
При издании альбома на CD были добавлены треки сингла «Die, Die My Darling».

## Обложка
«Mad» Marc Rude иллюстратор многочисленных обложек панк-рок альбомов, но его самая известная работа, безусловно, сложный зомби портрет который он создал для альбома Earth A.D./Wolf’s Blood в 1983. Руд говорил что над работой над этой обложкой провел три сотни часов (двенадцать с половиной дней). Большую часть времени заняло совершенствование нижней части рисунка с гниющими трупами.

## Список композиций
Сторона А
1. «Earth A.D.» — 2:09
2. «Queen Wasp» — 1:32
3. «Devilock» — 1:26
4. «Death Comes Ripping» — 1:53
5. «Green Hell» — 1:53

Сторона B
1. «Wolfs Blood» — 1:13
2. «Demonomania» — 0:45
3. «Bloodfeast» — 2:29
4. «Hellhound» — 1:16

### Компакт-диск и кассета
1. «Earth A.D.» — 2:09
2. «Queen Wasp» — 1:32
3. «Devilock» — 1:26
4. «Death Comes Ripping» — 1:53
5. «Green Hell» — 1:53
6. «Mommy, Can I Go Out and Kill Tonight?» — 2:03
7. «Wolfs Blood» — 1:13
8. «Demonomania» — 0:45
9. «Bloodfeast» — 2:29
10. «Hellhound» — 1:16
11. «Die, Die My Darling» — 3:11
12. «We Bite» — 1:15

## Участники записи
- Гленн Данциг — вокал
- Джерри Онли — бас-гитара
- Дойл — гитара
- Робо — ударные
- Артур Гуги — ударные (в «Die, Die My Darling»)
- Спот — продюсер